# انتظار کشیدن برای پایان
«انتظار کشیدن برای پایان» (به انگلیسی: Waiting For The End) یک ترانه از گروه راک آمریکایی لینکین پارک است.
این ترانه به عنوان دومین تک آهنگ و هشتمین قطعهٔ آلبوم یک هزار خورشید در اول اکتبر ۲۰۱۰ و در سبک الترنتیو، رپ و رگی راک منتشر شد. نسخه‌ای از این ترانه علاوه بر اینکه همراه با ۴ ترک دیگر از همین آلبوم در بازی "گیتار هیرو: جنگاوران راک" بود در بازی ای مشابه یعنی "Rock Band 3" هم به کار رفت.
این ترانه توانست تا رتبه یک بیلبورد ترانه‌های آلترنتیو و رتبه دو بیلبورد ترانه‌های راک آمریکا پیش رود و در پایان سال ۲۰۱۱ هم در همین بیلبوردها به ترتیب هفتم و دهم شد و با فروش حدود ۵۰۰۰۰۰ هزار نسخه در آمریکا گواهی طلا را گرفت.

## سبک و مفهوم
مفهوم ترانه ایده و نظر انسانها دربارهٔ مرگ است. ملودی این ترانه از نظر گیتار و سبک راک نسبت به آهنگ‌های دیگر لینکین پارک بسیار متفاوت است و توسط مایک شینودا و چستر بنینگتون خوانده شده و در بعضی قسمت‌ها صدای اعضای گروه به صورت گروه کر شنیده می‌شود.

## موزیک ویدئو
ویدئویی که جو هان برای این ترانه ساخت، اجرای گروه را درفضای تاریکی نشان می‌دهد که همراه با آن صور فلکی و تصاویر انتزاعی و جلوه‌های ویژهٔ بسیاری مشاهده می‌شود. از آنجایی که متن این ترانه، مرگ یا همان پایان زندگی انسانها را واقعه‌ای اجتناب ناپذیر می‌خواند، ویدئوی این ترانه صحنه‌ای مشابه با مرگ انسان و قیامت را به صورت متلاشی شدن بدن گروه و ایستادن آنها برای حساب پس دادن نشان می‌دهد.
جو هان در مورد این ویدئو می‌گوید :" این ویدئو یک تجربه برای ساخت ویدئویی با هنرهای تجسمی عصر ماست که در بطن آلبوم یک هزار خورشید قرار گرفت. اگر شما افکت‌های بصری ما را دنبال کنید، این قدم بعدی ما در این سفر است. دوست دارم که خودمان دور از افکت‌های بصری قرار بگیریم چون روح آهنگ و خوانندگی را از آن می‌گیرد ولی با توجه به این که ما با افکت‌های صوتی، ویدئوهای زنده را اجرا کردیم توانستیم جای خود را در قلب بی نظمی‌ها پیدا کنیم و این ویدئو، تصویری است از آن چه در ذهن من بود. "

## پذیرش
منتقد "About.com" این آهنگ را در لیست بهترین ترانه‌های راک ۲۰۱۰ پانزدهم قرار داد و عقیده داشت تعادل بین رپ و وکال، پایانی هیجانی و کوبندهٔ زیبایی به وجود آورده. منتقد "بیلبورد" هم اظهار داشت که این ترانه به باشکوهی ضعیف و کرخت است، اما متن فیلسوفانهٔ آن، این ترانه را از بقیهٔ کارهای لینکین پارک جدا کرده و منتقد "ام تی وی" هم در هم آمیختن سبک‌های مختلف برای ساخت ملودی این ترانه را ستایش کرده‌است.

## اجراهای زنده
«انتظار کشیدن برای پایان» تنها ترانهٔ لینکین پارک از آلبوم «یک هزار خورشید» است که در تمام کنسرت‌های تور یک هزار خورشید اجرا شد. این ترانه بار اول در سال ۲۰۱۰ در مراسم جوایز «ام تی وی» اروپا توسط گروه اجرا شد.

## جوایز
ترانه در سال ۲۰۱۱ نامزد جایزه بهترین ترانهٔ آلترنتیو از "Billboard Awards" و نامزد جایزهٔ بهترین ترانهٔ راک منتخب از "Teen Choice Awards" شد.
ویدئو در سال ۲۰۱۱، نامزد جایزه بهترین جلوه‌های ویژه از "MTV Video Music Awards" شد.

## رتبه در جدول
| جدول ۲۰۱۰–۲۰۱۱                           | رتبه در جدول |
| ---------------------------------------- | ------------ |
| چارت تک‌آهنگهای استرالیا                  | ۳۴           |
| تک آهنگهای آلمان                         | ۲۹           |
| ۱۰۰ ترانه هات کانادا                     | ۵۵           |
| ۱۰۰ ترانه هات ژاپن                       | ۳۴           |
| ۱۰۰ تک‌آهنگ برتر بریتانیا                 | ۹۰           |
| ۱۰۰ برتر بیلبورد آمریکا                  | ۴۲           |
| بیلبورد آمریکا: ترانه‌های آلترنتیو        | ۱            |
| بیلبورد آمریکا: ترانه‌های پاپ             | ۲۱           |
| بیلبورد آمریکا: ۴۰ برترین آهنگهای جریانی | ۳۷           |
| بیلبورد آمریکا: ترانه‌های راک             | ۲            |

## جدول سال پایانی
| جدول ۲۰۱۱                         | رتبه |
| --------------------------------- | ---- |
| بیلبورد آمریکا: ترانه‌های آلترنتیو | ۷    |
| بیلبورد آمریکا: ترانه‌های راک      | ۱۰   |